# Alí Víquez
Alí Víquez Jiménez (n. Heredia, 1966) es un cuentista, poeta y novelista costarricense.

## Biografía
Realizó estudios de Filología Española en la Universidad de Costa Rica, donde también obtuvo una Maestría en Literatura Latinoamericana. Es catedrático de la Universidad de Costa Rica y de la Universidad Estatal a Distancia y forma parte de los Consejos Editoriales de la Revista de Filología, Lingüística y Literatura y de la Revista Nacional de Cultura.

## Obra
Alí Víquez Jiménez se da a conocer como narrador, con textos que rondan el terreno de lo fantástico, y en los cuales se nota la influencia de la narrativa argentina. Posteriormente, empieza a experimentar con la poesía. Así surgen dos libros, «Las fases de la luna» y «Volar hacia todo el invierno», textos donde se mezclan la prosa y el verso, y en los cuales se siente la influencia de Jorge Luis Borges. En el 2009, Alí Víquez estuvo entre los 10 finalistas del Premio Semifusa 2009 de Literatura.

## Reconocimientos
- Mención honorífica en el XII Certamen Una Palabra, en la rama de cuento, 1990.
- Ganador del Certamen Joven Creación de la Editorial Costa Rica, 1990, por su libro «A medida que nos vamos conociendo». De este libro se extrae el relato del mismo nombre, el cual forma parte del programa de estudios del Ministerio de Educación Pública de Costa Rica.
- Ganador del Premio Aquileo J. Echeverría en la categoría de novela por el libro: El fuego cuando te quema.[3]

## Publicaciones

### Cuento
- A lápiz (San José: EFE, 1993).
- A medida que nos vamos conociendo (San José: ECR, 1994).
- Biografía de hombres ilustres (San José: EUNED, 2002).
- Lo que el cuento se llevó (San José: Editorial Costa Rica, 2023).
- La desaparición del alma (San José,  EUNED,  2024)

### Novela
- Conspiración para producir el insomnio (San José: EUNED, 2001).

El fuego cuando te quema (San José: EUNED, 2015).
El viaje del Beagle (San José, EUNED, 2020).

### Poesía
- Las fases de la luna (San José: EUNED, 2004).
- Volar hacia todo el invierno (Primera edición). EUNED. 2006. ISBN 9789968314862. Consultado el 24 de mayo de 2010.
- Confesión de parte (San José: EUNED, 2010)

Ensayo
El coraje de leer. Cuatro ensayos quijotescos (San José,  EUNED, 2015)

## Enlaces
- Biografía en Editorial Costa Rica
- Artículo en Lasemifusa.com Archivado el 3 de junio de 2010 en Wayback Machine.

- Datos: Q5671404
- Multimedia: Alí Víquez / Q5671404